# ICC KnockOut Trophy 2000
De ICC KnockOut Trophy werd in 2000 voor de tweede keer gehouden. Gespeeld werd in Kenia om het cricket aldaar te promoten. Het toernooi werd gehouden van 3 tot en met 15 oktober. Naast de negen testlanden mochten ook Kenia als organisator en Bangladesh als beste niet-testland meedoen.

## Opzet
Elf landen deden mee. De winnaar van elke wedstrijd gaat door naar de volgende ronde. Vijf landen waren op basis van de wereldranglijst direct geplaatst voor de kwartfinale. De overige zes landen streden in de voorronde om de resterende drie tickets.

## Wedstrijden

### Eerste ronde
| 3 oktober 2000 Verslag | Kenia 208/9 (50 overs) | v | India 209/2 (42.3 overs) | India wint met 8 wickets Gymkhana Club Ground, Nairobi, Kenia |
| 3 oktober 2000 Verslag |                        |   |                          | India wint met 8 wickets Gymkhana Club Ground, Nairobi, Kenia |
|                        |                        |   |                          |                                                               |

| 4 oktober 2000 Verslag | Sri Lanka 287/6 (50 overs) | v | West-Indië 179 (46.4 overs) | Sri Lanka wint met 108 runs Gymkhana Club Ground, Nairobi, Kenia |
| 4 oktober 2000 Verslag |                            |   |                             | Sri Lanka wint met 108 runs Gymkhana Club Ground, Nairobi, Kenia |
|                        |                            |   |                             |                                                                  |

| 5 oktober 2000 Verslag | Bangladesh 232/8 (50 overs) | v | Engeland 236/2 (43.5 overs) | Engeland wint met 8 wickets Gymkhana Club Ground, Nairobi, Kenia |
| 5 oktober 2000 Verslag |                             |   |                             | Engeland wint met 8 wickets Gymkhana Club Ground, Nairobi, Kenia |
|                        |                             |   |                             |                                                                  |

### Kwartfinale
| 7 oktober 2000 Verslag | India 265/9 (50 overs) | v | Australië 245 (46.4 overs) | India wint met 20 runs Gymkhana Club Ground, Nairobi, Kenia |
| 7 oktober 2000 Verslag |                        |   |                            | India wint met 20 runs Gymkhana Club Ground, Nairobi, Kenia |
|                        |                        |   |                            |                                                             |

| 8 oktober 2000 Verslag | Sri Lanka 194 (45.4 overs) | v | Pakistan 195/1 (43.2 overs) | Pakistan wint met 9 wickets Gymkhana Club Ground, Nairobi, Kenia |
| 8 oktober 2000 Verslag |                            |   |                             | Pakistan wint met 9 wickets Gymkhana Club Ground, Nairobi, Kenia |
|                        |                            |   |                             |                                                                  |

| 9 oktober 2000 Verslag | Nieuw-Zeeland 265/7 (50 overs) | v | Zimbabwe 201 (42.2 overs) | Nieuw-Zeeland wint met 64 runs Gymkhana Club Ground, Nairobi, Kenia |
| 9 oktober 2000 Verslag |                                |   |                           | Nieuw-Zeeland wint met 64 runs Gymkhana Club Ground, Nairobi, Kenia |
|                        |                                |   |                           |                                                                     |

| 10 oktober 2000 Verslag | Engeland 182 (44.1 overs) | v | Zuid-Afrika 184/2 (39.1 overs) | Zuid-Afrika wint met 8 wickets Gymkhana Club Ground, Nairobi, Kenia |
| 10 oktober 2000 Verslag |                           |   |                                | Zuid-Afrika wint met 8 wickets Gymkhana Club Ground, Nairobi, Kenia |
|                         |                           |   |                                |                                                                     |

### Halve finale
| 11 oktober 2000 Verslag | Pakistan 252 (49.2 overs) | v | Nieuw-Zeeland 255/6 (49 overs) | Nieuw-Zeeland wint met 4 wickets Gymkhana Club Ground, Nairobi, Kenia |
| 11 oktober 2000 Verslag |                           |   |                                | Nieuw-Zeeland wint met 4 wickets Gymkhana Club Ground, Nairobi, Kenia |
|                         |                           |   |                                |                                                                       |

| 13 oktober 2000 Verslag | India 295/6 (50 overs) | v | Zuid-Afrika 200 (41 overs) | India wint met 95 runs Gymkhana Club Ground, Nairobi, Kenia |
| 13 oktober 2000 Verslag |                        |   |                            | India wint met 95 runs Gymkhana Club Ground, Nairobi, Kenia |
|                         |                        |   |                            |                                                             |

### Finale
| 15 oktober 2000 Verslag | India 264/6 (50 overs) | v | Nieuw-Zeeland 265/6 (49.4 overs) | Nieuw-Zeeland wint met 4 wickets Gymkhana Club Ground, Nairobi, Kenia |
| 15 oktober 2000 Verslag |                        |   |                                  | Nieuw-Zeeland wint met 4 wickets Gymkhana Club Ground, Nairobi, Kenia |
|                         |                        |   |                                  |                                                                       |